# デビルスタワー
デビルスタワー（Devils Tower）は、アメリカ合衆国（米国）ワイオミング州北東部に存在する岩山。1906年に米国初のナショナル・モニュメントに指定された。地下のマグマが冷えて固まり、長年の侵食によって地表に現れた岩頸と呼ばれる地形である。標高は1,558mだが、麓からの比高は386m程度である。頂上は91m×55mの広さがある。
1977年のスティーヴン・スピルバーグ監督のSF映画『未知との遭遇』で宇宙船の降りる場所として描かれ、広く知られるようになった。年間40万人の観光客が訪れ、4千人が登頂を試みるという。

## 命名
アラパホ族などアメリカ先住民族が主に熊信仰の対象として様々な呼び名を付けていた。先住民族の口承によると、デビルスタワーの縦筋はグリズリーベアによって付けられたものという。この地を探検した米国軍人の通訳が当初「悪神（デビル）のタワー」と誤訳したことで、後にデビルスタワーと呼ばれるようになった。近年、名称変更の動きがあったが、政府は観光客減少による地域経済への影響から変更に反対した。

## 地質
約2億年前の中生代三畳紀にロッキー山脈が隆起した際にマグマが活動し、この地域の堆積岩を突き破り貫入した。溶岩である岩頸は冷えた後は周囲の堆積岩より硬かったため、長年にわたり堆積岩が浸食・削剥された後もそのまま残った。岩質は響岩質斑岩で、冷却する際に柱状節理という垂直方向の割れ目が発達した。
| - 近景 - 柱状節理 - 直下から - 遠景 - 周辺地形 |